# Taste of Chicago

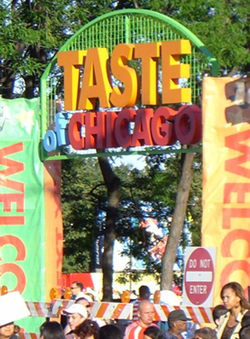
L'une des entrées du Taste of Chicago.

Taste of Chicago (plus connu sous l'appellation de The Taste) est le plus grand festival gastronomique du monde et se déroule chaque année à la mi-juillet au cœur de Grant Park, un vaste parc public de la ville de Chicago (Illinois, États-Unis). Il s'agit également du plus grand événement dans la région de Chicago. En plus de cet événement, il existe des festivals de musique comprenant des artistes locaux et de renommée internationale comme Carlos Santana, Moby ou encore Kenny Rogers. Depuis 2008, le Chicago Country Music Festival ne se produit plus au Taste of Chicago mais participe à son propre festival qui se déroule généralement à l'automne durant deux jours.

## Présentation
En 2005, le festival a attiré environ 3,5 millions de personnes avec plus de 70 vendeurs de spécialités locales. Les spécialités présentes à l'événement comprennent des plats de Chicago comme la pizza de Chicago (Chicago-style pizza), les hot-dogs de Chicago (Chicago-style hot dog), les côtes grillées, le sandwich italien au bœuf (Italian Beef Sandwich), le sandwich polonais de Chicago (connu localement sous l'appellation de Maxwell Street Polish), le Eli's Cheesecake, et une variété de cuisines et produits exotiques et régionaux. Les restaurants locaux comme par exemple The Wieners Circle, Superdawg et Portillo's, ainsi que leurs spécialités y sont représentées.
Un record de 3,6 millions de personnes au total ont participé au Taste of Chicago en 2006. En 2004, l'événement, qui a duré 10 jours, a attiré 3,59 millions de participants et généré 12,33 millions de dollars de recettes. Le festival se place largement en tête parmi les événements organisés par la ville, loin devant le Chicago Air & Water Show (un meeting aérien annuel se déroulant à Chicago et attirant en moyenne 2 millions de personnes chaque année).
En 2007, pour la première fois de son histoire, le Taste of Chicago a été affectée par une épidémie de salmonellose qui a touché plus de 700 personnes et a conduit à l'hospitalisation d'un enfant de 12 ans. L'épidémie aurait été attribuée au houmous servi au Cove Stand Pars.
En 2011, le Taste of Chicago a attiré 2,35 millions de visiteurs, en baisse de 11% depuis 2010. Les restaurants participants ont également fait moins d'argent, 4,9 millions de dollars, une baisse de 20%. Ces statistiques médiocres ont incité plusieurs changements. Le maire de Chicago a transféré le pouvoir de gestion de la manifestation du Chicago Park District au Département des Affaires culturelles et des événements spéciaux de la ville de Chicago (Chicago Department of Cultural Affairs and Special Events), l'événement a été raccourci à 5 jours, et les dates ont été modifiées de sorte qu'en 2012, le Taste of Chicago s'est déroulé du 11 au 15 juillet.
Le samedi 12 juillet 2014, le Taste of Chicago a été annulé en raison des conditions météorologiques extrêmes. C'est la première fois dans son histoire que le festival est annulé pour toute la journée en raison de pluies excessives et d'inondations sur son site.

## Histoire du festival

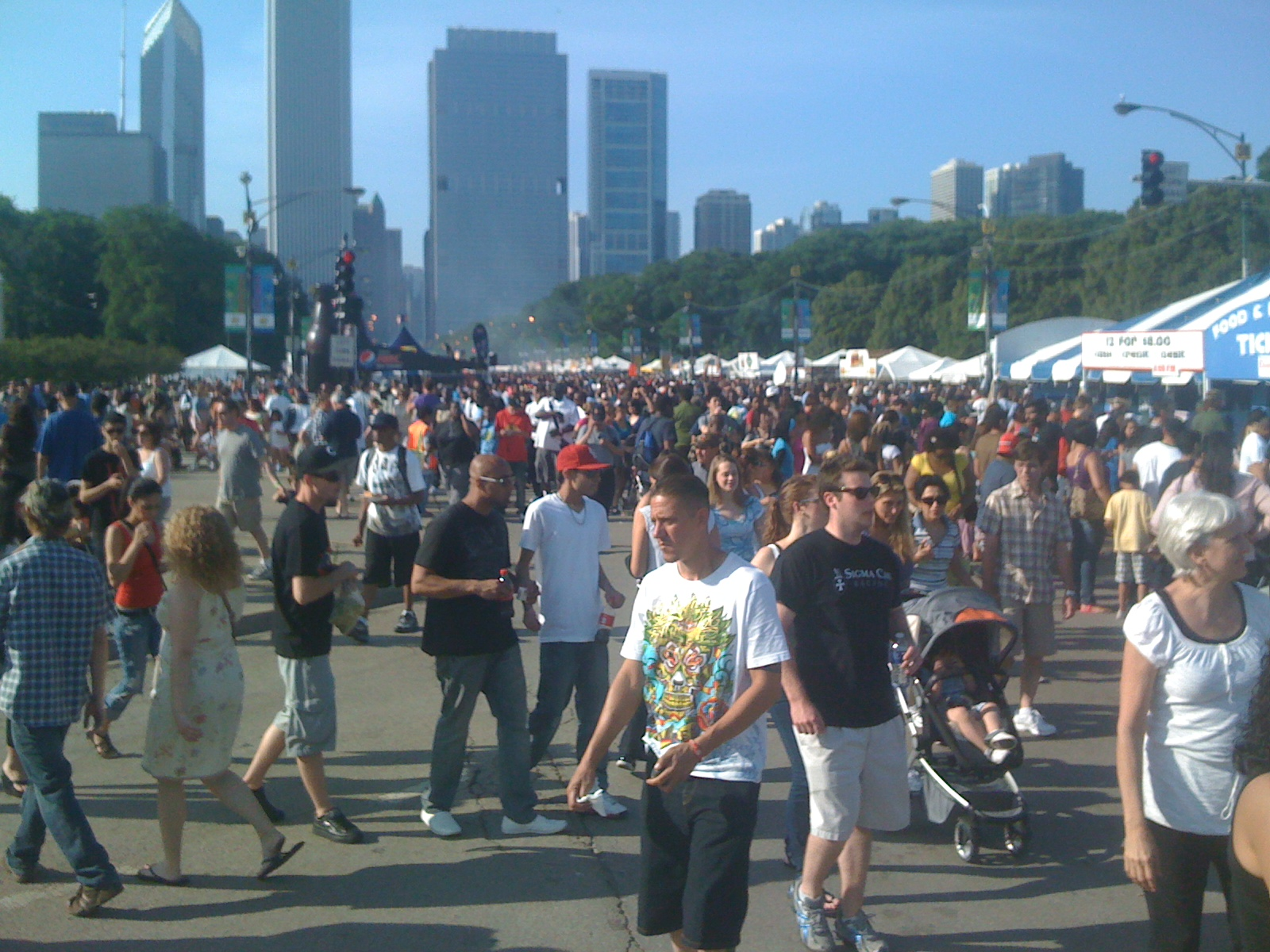
Taste of Chicago.

En 1980, Arnie Morton créa ce festival qui lui fut inspiré lorsqu'il assista à un évènement similaire beaucoup plus petit lors d'un déplacement à New York à la fin des années 1970. Il décida de réunir des restaurateurs des quatre coins de la ville de de Chicago pour y participer et persuada alors le maire Jane Byrne et le directeur des Affaires Culturelles de Chicago Lois Weisberg de faire fermer à la circulation la Michigan Avenue pour la première du Taste of Chicago qui se déroula le 4 juillet 1980. Alors que 100 000 personnes étaient attendues par les organisateurs, plus de 250 000 se sont présentées, générant environ 300 000 dollars de recette lors de sa création.
L'année suivante, le Taste of Chicago a été déplacé au Grant Park et s'est considérablement agrandi en devenant un événement de 10 jours avec plus de restaurateurs, vendeurs de hot-dog, et interprètes de musique. Il est à présent le plus grand festival gastronomique dans le monde.
Le ChicagoFest, créé par le maire Michael A. Bilandic, était le précurseur du Taste of Chicago. Après le mandat de Bilandic, le nouveau maire Jane Byrne a tenté de mettre fin à cet événement ainsi qu'à de nombreux autres programmes liés à l'ancien maire. Beaucoup de Chicagoans ont désapprouvé la tentative du maire Byrne de mettre fin aux festivités (bien que la participation à ChicagoFest avait commencé à décliner). Elle et son successeur, le maire Harold Washington, ont consacré plus de temps et d'énergie à promouvoir le festival The Taste, réduisant progressivement la fréquentation du ChicagoFest. Le maire Washington a finalement mis un terme au ChicagoFest lorsqu'en 1983 il fut déplacé sur la jetée Navy (Navy Pier), puis de nouveau déplacé au Soldier Field, et la fréquentation a continué à décliner.
La popularité du Taste of Chicago a incité d'autres villes à travers les États-Unis et au Canada à créer leur propre festival ou équivalent, comme le Taste of Champaign, le CityFest à Détroit, le Taste of Danforth à Toronto, Taste of Kalamazoo, Taste of Denver, Taste of Dallas, Taste of Madison, Taste of Austin, Taste of Peoria, Taste of Portland pour n'en nommer que quelques-uns.